# Heterinos
Heterinos (cientificamente denominados Haeterini) são uma tribo de borboletas neotropicais da família Nymphalidae e subfamília Satyrinae, proposta por Herrich-Schäffer no ano de 1864. Em sua antiga nomenclatura de subfamília da família Satyridae, agora em desuso, eram denominadas Haeterinae.

## Descrição, hábitos, habitat e distribuição
São borboletas com asas dianteiras arredondadas e extremamente translúcidas (exceto em Pierella, que as apresenta mais escurecidas ou opacas) e com pequenos ocelos nas asas posteriores, geralmente em número de um ou dois em cada asa. Possuem o hábito de voar baixo e de serem crepusculares, na maioria das vezes, pousando em folhas mortas ou plantas baixas. Se alimentam de substâncias vegetais fermentadas, presentes em frutos, fungos ou nas folhas. São cinco os gêneros descritos, a maioria habitando floresta tropical e subtropical úmida da região amazônica (norte da América do Sul e sul da América Central).

## Difração
Algumas espécies de Pierella possuem um curioso fenômeno óptico, conhecido como difração de cor, na superfície de suas asas. Graças à microestrutura de suas escamas alares, minúsculas e ligeiramente curvas, estas borboletas difratam a luz, mudando de coloração quando vistas em diferentes ângulos. O fenômeno foi observado em P. luna, mas também ocorre nas espécies P. lamia, P. lucia, P. hyceta e P. astyoche.

## Gêneros deHaeterini
- Cithaerias Hübner, [1819] (5 espécies)[3]
- Dulcedo d'Almeida, 1951 (1 espécie)
- Haetera Fabricius, 1807 (2 espécies)
- Pierella Herrich-Schäffer, 1865 (11 espécies)
- Pseudohaetera Brown, 1943 (2 espécies)[4]

## Galeria de fotos

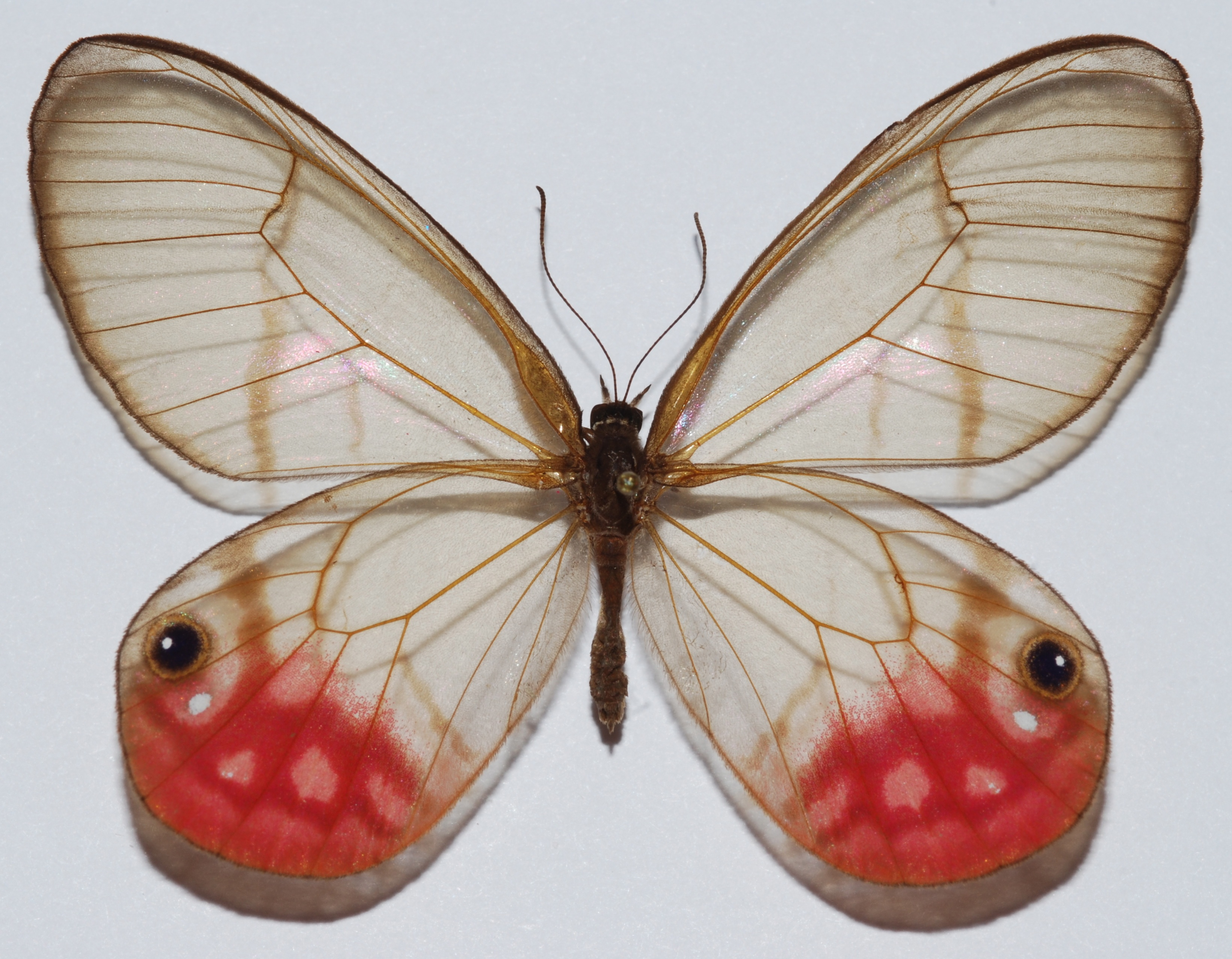
C. phantoma, do gênero Cithaerias.
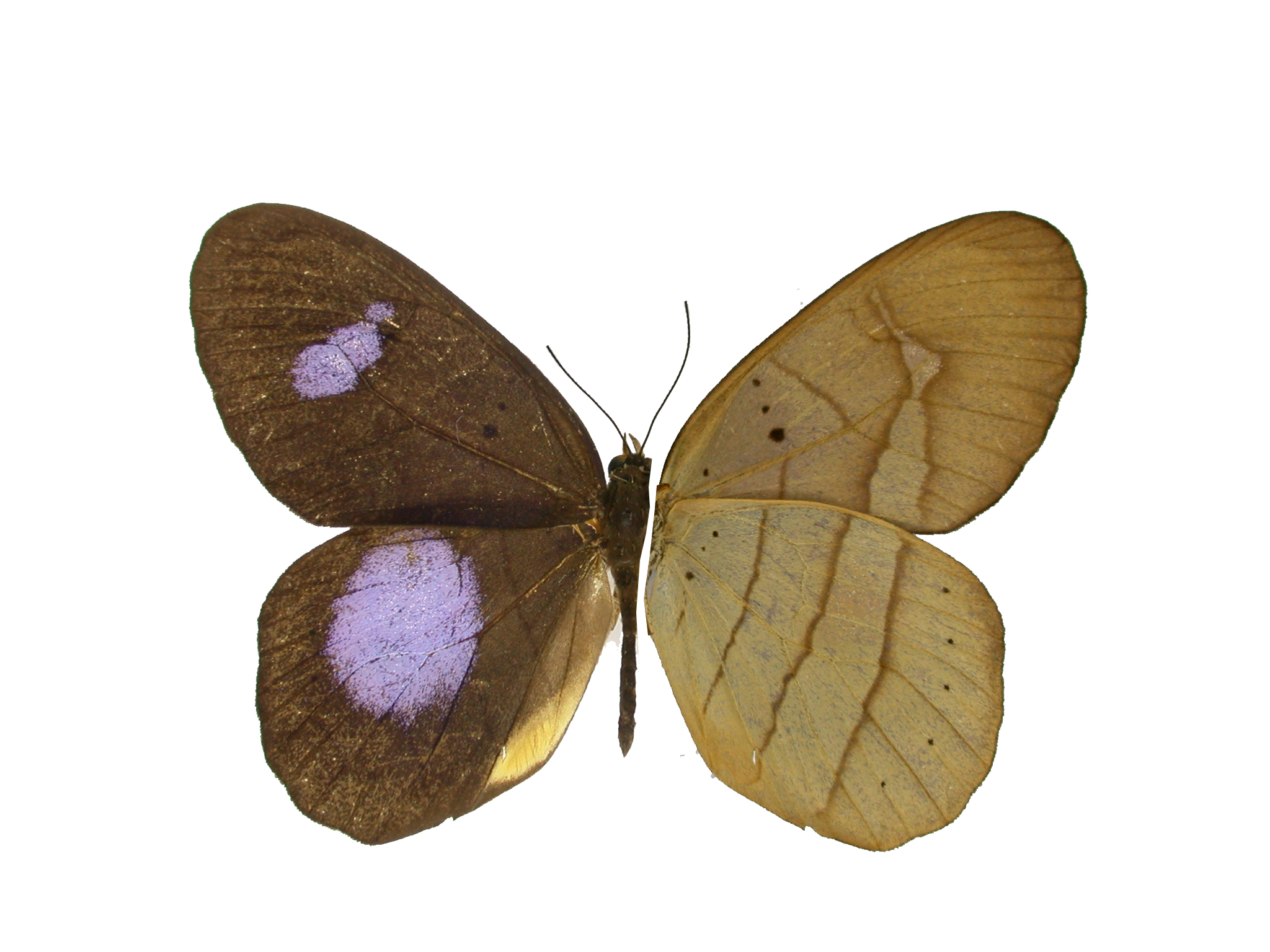
P. hortona. A asa esquerda é a vista superior e a direita a inferior, simulando folha seca. Gênero Pierella.
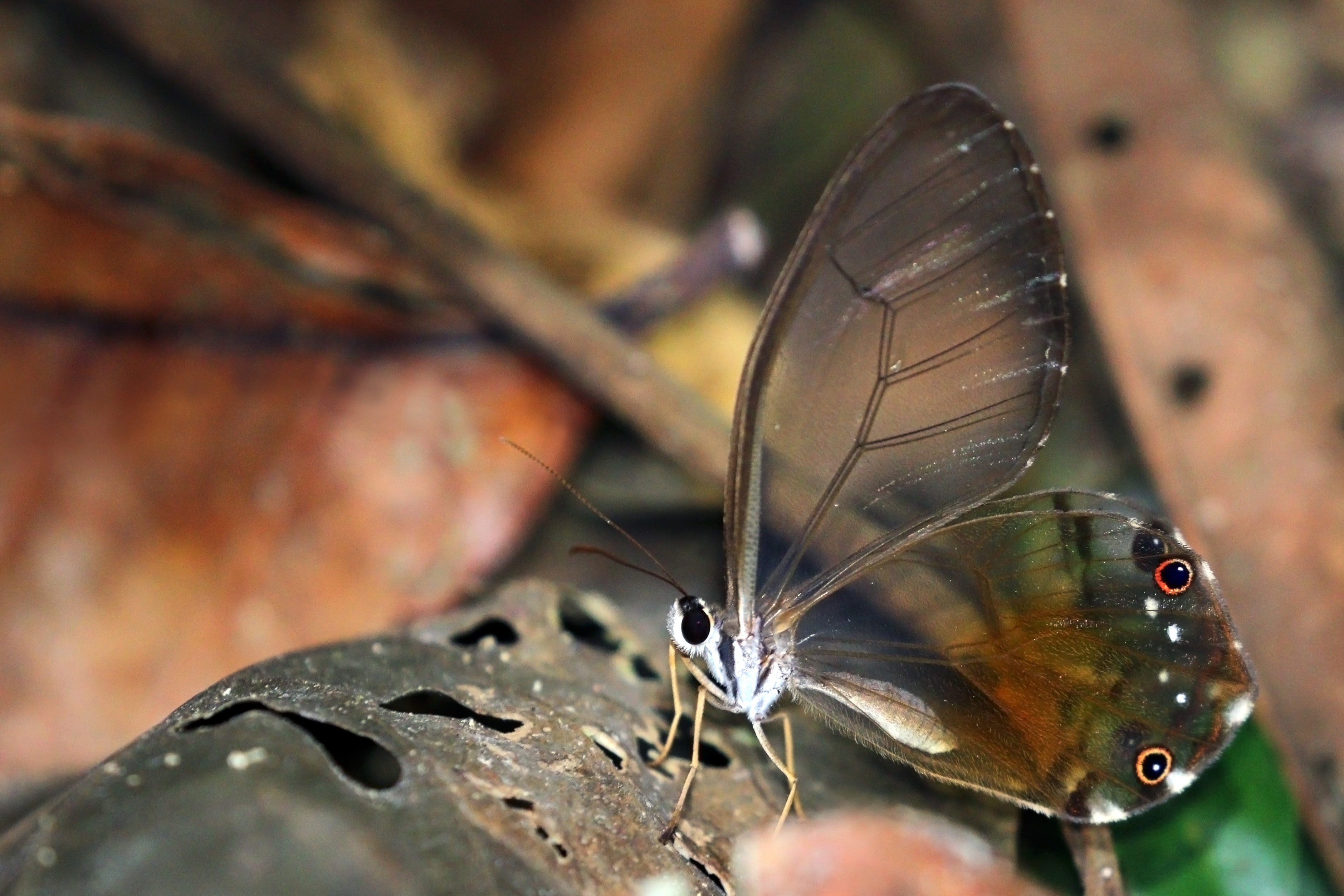
H. piera pousada. Gênero Haetera.
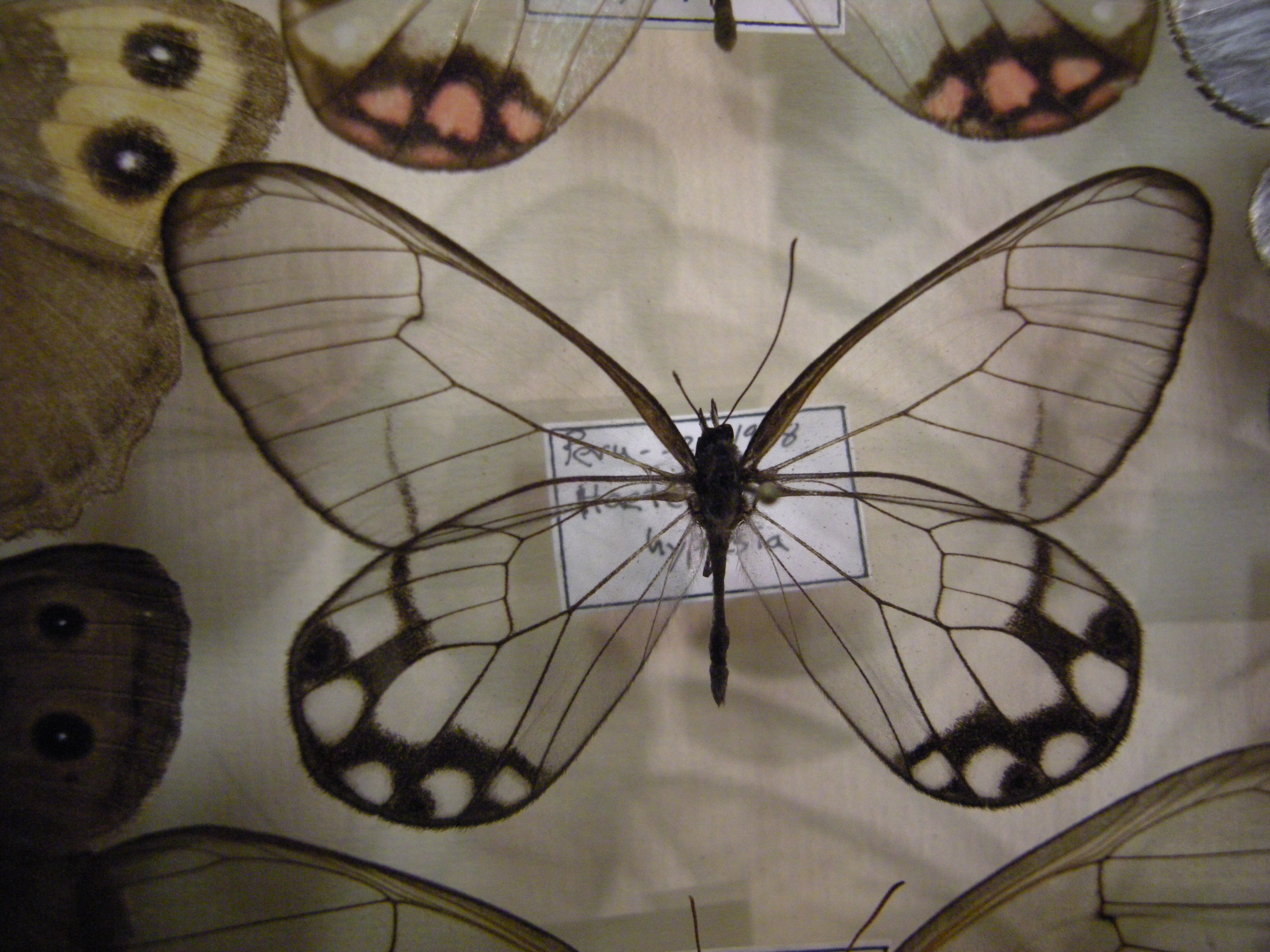
P. hypaesia, do gênero Pseudohaetera.
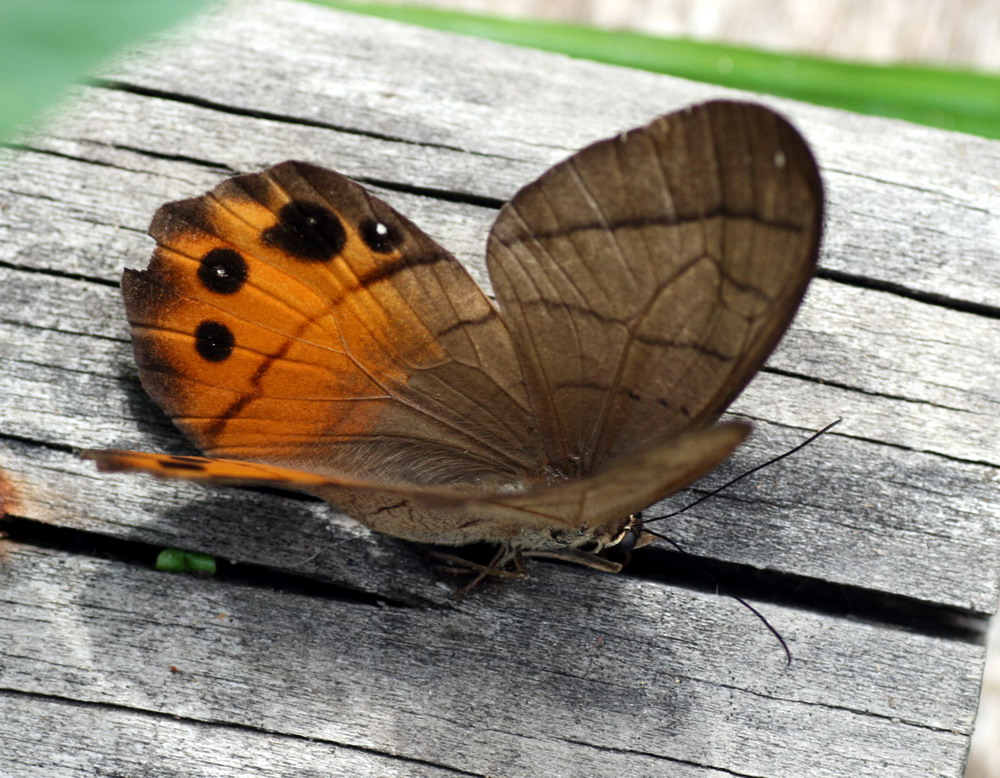
P. hyceta pousada. Gênero Pierella.
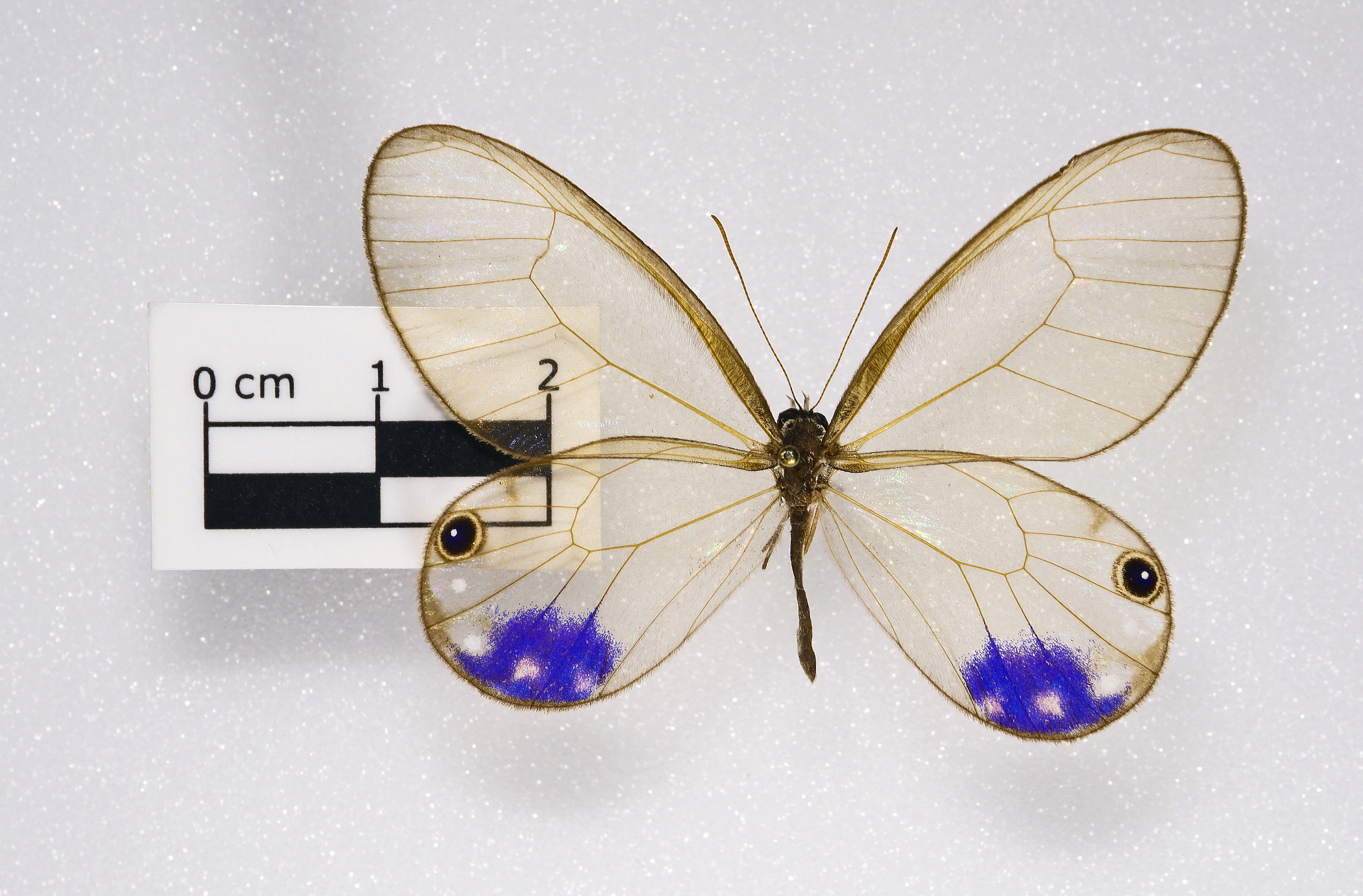
C. andromeda, do gênero Cithaerias.
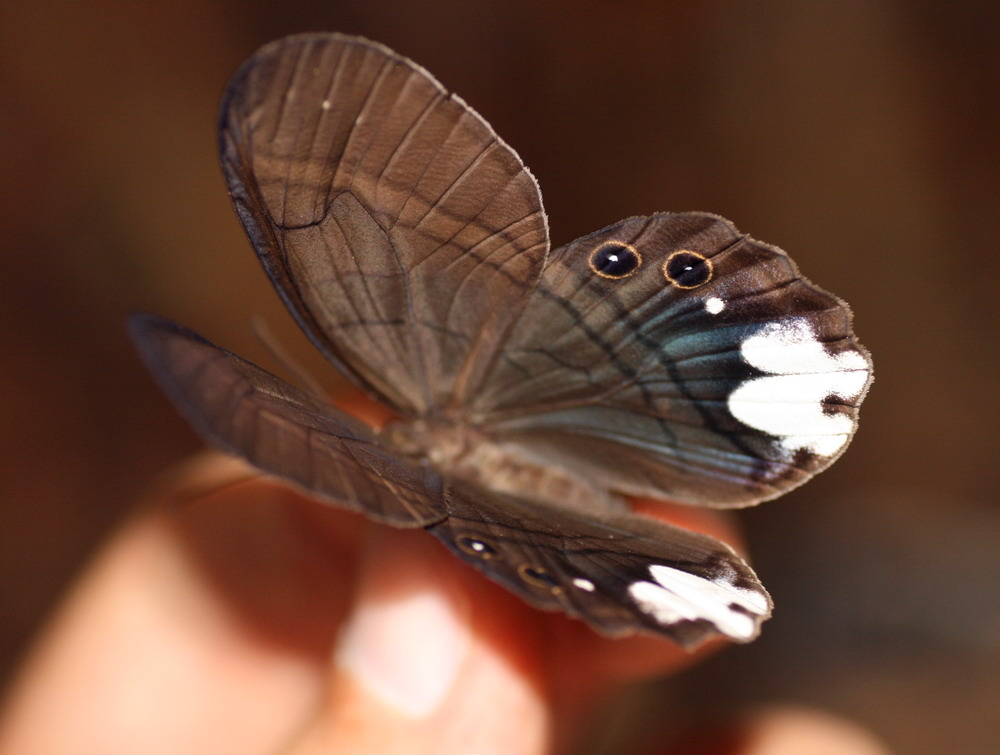
P. lucia, do gênero Pierella, apresentando difração nas asas posteriores.
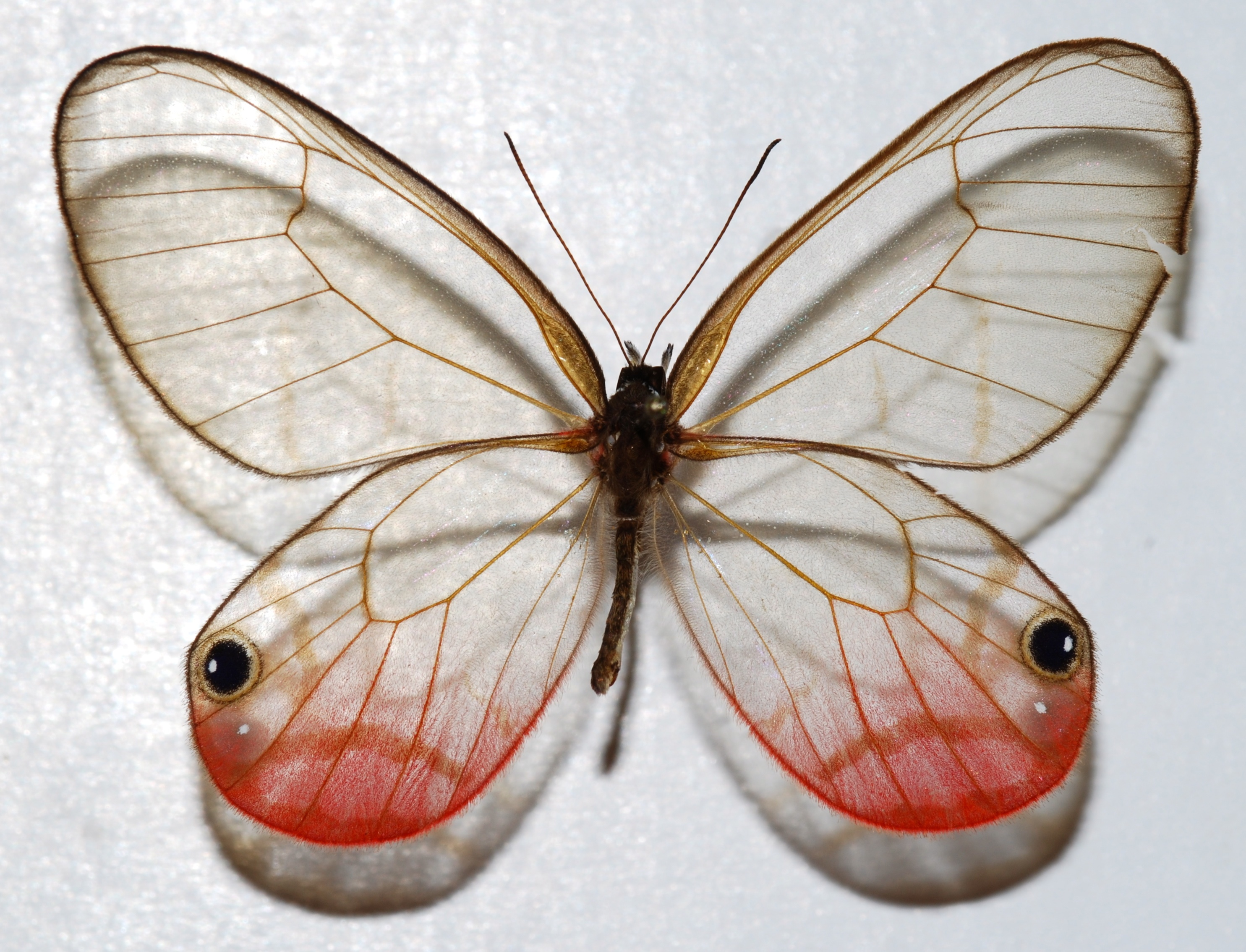
C. pireta, do gênero Cithaerias.